# یواس‌اس پریسلی (دی‌ئی-۳۷۱)
یواس‌اس پریسلی (دی‌ئی-۳۷۱) (به انگلیسی: USS Presley (DE-371)) یک کشتی آمریکایی بود که طول آن ۳۰۶ فوت (۹۳ متر) بود. این کشتی در سال ۱۹۴۴ میلادی ساخته شد.